# Inloader

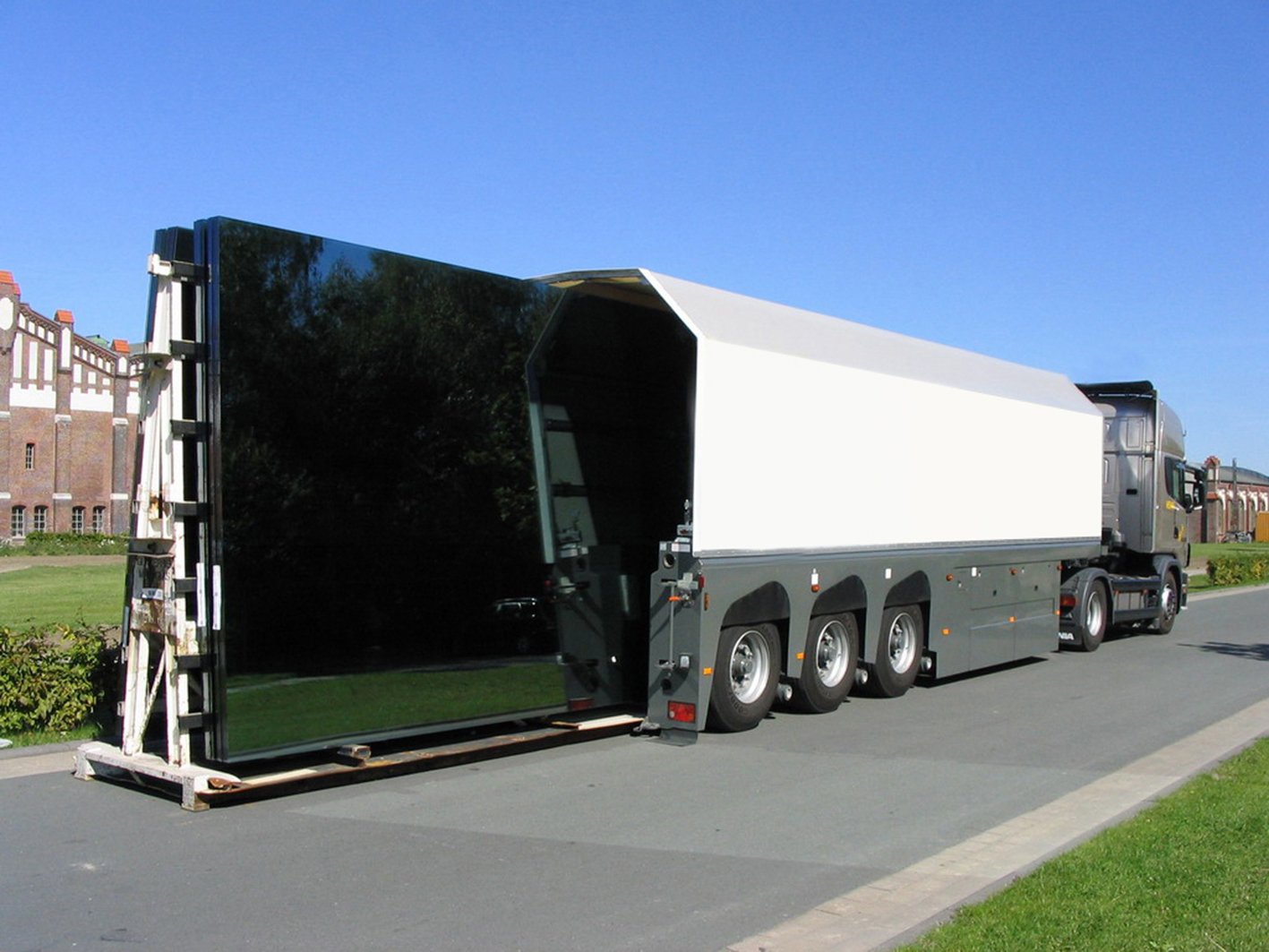
Inloader chargée de plaques de verre.

Inloader désigne un type de semi-remorque essentiellement utilisé pour le transport de plaques de verre de très grand format.

## Histoire
L'un des premiers carrossiers à proposer ce type de semi-remorque est l'allemand Langendorf en 1974.

## Description
La plupart des inloaders sont reconnaissables à leur structure biseautée en partie haute. La conception de la remorque sans essieu transversal ni plancher permet de faire coulisser le plancher équipé d'une structure accueillant les vitrages debout, entre les roues de la remorque.
La suspension pneumatique permet de baisser la remorque au niveau du sol pour charger le fond mobile puis de remettre la remorque à niveau une fois chargée.
Lors du chargement, le camion recule à cheval sur le tiroir, guidé par des rails situés en partie basse de la remorque. Un système de vérins permet de stabiliser le chargement par pression de part et d'autre des vitrages. L'inloader permet ainsi d'augmenter la hauteur des vitrages transportables et également de limiter les efforts de chargement (la charge pouvant atteindre 28 tonnes).

## Modèles
Ce type de remorque a été adapté pour le transport d'éléments préfabriqués en béton[Lesquels ?].